# Saint-Michel-de-l'Atalaye
Saint-Michel-de-l'Atalaye (Haïtiaans-Creools: Sen Michèl Latalay, ook Saint-Michel-du-Nord genoemd) is een stad en gemeente in Haïti met 151.000 inwoners. De plaats ligt in het Massif du Nord, 39 km ten oosten van de stad Gonaïves. Het is de hoofdplaats van het arrondissement Marmelade in het departement Artibonite.
Er wordt katoen, suikerriet en tabak verbouwd. Ook wordt er koper gevonden.
In 2004, na het vertrek van president Aristide hebben in Saint-Michel de l'Attalaye nog gevechten plaatsgevonden tussen verschillende milities.

## Indeling
De gemeente bestaat uit de volgende sections communales:
| Nr. | Naam         | Km²    | Inw.2015 |
| --- | ------------ | ------ | -------- |
| 1   | Platana      | 78,80  | 30.787   |
| 2   | Camathe      | 47,60  | 11.130   |
| 3   | Bas de Sault | 40,51  | 20.442   |
| 4   | Lalomas      | 66,83  | 16.916   |
| 5   | L'Ermite     | 51,02  | 10.241   |
| 6   | Lacedras     | 104,55 | 14.971   |
| 7   | Marmont      | 100,67 | 20.149   |
| 8   | L'Attalaye   | 123,76 | 25.875   |

## Geboren in Saint-Michel-de-l'Attalaye
- 1987: Réginal Goreux, voetballer